# Challenge Trophy 1974
De Challenge Trophy 1974 was het 52e seizoen van Canada's nationale voetbalbeker voor mannenploegen, toen de enige nationale voetbalcompetitie in het land. De eindfase van de bekercompetitie vond plaats op 24 en 25 augustus 1974 in St. John's (Newfoundland en Labrador).

## Deelnemende teams
Alle tien de Canadese provincies en het territorium Yukon vaardigden een team af om deel te nemen aan het Challenge Trophy-seizoen van 1974. Het betrof:
| Provincie            | Team                     | Plaats     |
| -------------------- | ------------------------ | ---------- |
| Alberta              | Calgary Springer Kickers | Calgary    |
| Brits-Columbia       | Vancouver Lobbans        | Vancouver  |
| Manitoba             | Winnipeg Thistle         | Winnipeg   |
| New Brunswick        | Saint John Schooners     | Saint John |
| Newfoundland         | Grand Bank Gee Bees FC   | Grand Bank |
| Nova Scotia          | Halifax Olands           | Halifax    |
| Ontario              | Windsor Italia           | Windsor    |
| Prince Edward Island | Summerside               | Summerside |
| Québec               | Haitiana Montréal        | Montréal   |
| Saskatchewan         | Saskatoon United         | Saskatoon  |
| Yukon                | provinciale selectie     | –          |

## Kwalificaties

### Format
De Grand Bank Gee Bees uit Newfoundland, de provincie die het hoofdtoernooi organiseerde, waren als enige zeker van hun deelname daaraan. De tien andere elftallen moesten eerst de kwalificaties – georganiseerd in de eigen regio – weten te overleven. In kwalificatieronde 1 kwamen acht teams tot spelen. In kwalificatieronde 2 namen de vier winnaars het op tegen of elkaar of een van de twee nog niet in actie gekomen teams. Zo bleven er drie teams over die zich naast het Newfoundlandse team kwalificeerden voor het hoofdtoernooi.

### Wedstrijden
| Datum       | Thuisploeg        | Uitslag | Uitploeg             |
| ----------- | ----------------- | ------- | -------------------- |
| 3 augustus  | Summerside        | 0–1     | Halifax Olands       |
| 10 augustus | Vancouver Lobbans | ?–?     | "Team Yukon"         |
| 10 augustus | Saskatoon United  | 1–11    | Winnipeg Thistle     |
| 10 augustus | Haitiana Montréal | 12–0    | Saint John Schooners |

| Datum       | Thuisploeg               | Uitslag | Uitploeg          |
| ----------- | ------------------------ | ------- | ----------------- |
| 17 augustus | Calgary Springer Kickers | 3–0     | Vancouver Lobbans |
| 17 augustus | Windsor Italia           | 2–1     | Winnipeg Thistle  |
| 17 augustus | Halifax Olands           | 0–2     | Haitiana Montréal |

De Calgary Springer Kickers plaatsten zich voor het hoofdtoernooi door te winnen tegen de Vancouver Lobbans voor een publiek van 1.500 toeschouwers. Ook Windsor Italia en Haitiana Montréal wisten zich te plaatsen.

## Hoofdtoernooi

### Format
Voor de tweede maal op rij (en aller tijden) was het de provincie Newfoundland die de eindfase organiseerde. Alle vier de wedstrijden werden afgewerkt in het King George V Park in de hoofdstad St. John's.
Op 24 augustus 1974 werden de halve finales afgewerkt. De twee verliezers namen het de dag erna tegen elkaar op in de troostmatch, terwijl de twee winnaars het later diezelfde dag tegen elkaar opnamen in de finale.

### Wedstrijden
| Datum       | Fase         |                          | Uitslag  |                   |
| ----------- | ------------ | ------------------------ | -------- | ----------------- |
| 24 augustus | Halve finale | Grand Bank Gee Bees      | 2–2 (p.) | Windsor Italia    |
| 24 augustus | Halve finale | Calgary Springer Kickers | 1–0      | Haitiana Montréal |
|             |              |                          |          |                   |
| 25 augustus | Troostfinale | Grand Bank Gee Bees      | 3–3      | Haitiana Montréal |
| 25 augustus |              |                          |          |                   |
| 25 augustus | Finale       | Calgary Springer Kickers | 2–1      | Windsor Italia    |

De Calgary Springer Kickers zorgden door hun 2–1-overwinning in de finale tegen Windsor Italia voor de tweede Challenge Trophy-eindwinst ooit voor de provincie Alberta – de eerste sinds 1922.